# Can Font (Verges)
Can Font o Casa de les Voltes és una casa a la Plaça Major de Verges (Baix Empordà). L'edifici de Can Font no és el resultat d'un procés constructiu unitari. En origen, es tractava de dues cases diferenciades, amb façanes que s'obrien als carrers perpendiculars a la Plaça Major. Posteriorment, s'hi realitzaren les obres que van donar lloc a la façana actual, que contribueix a configurar la imatge del conjunt de la Plaça Major de Verges.
La construcció avui existent és de planta baixa, dos pisos i coberta de teula a dues vessants. La façana principal presenta una composició gairebé simètrica. El primer pis té tres balcons i dues finestres, i el segon quatre finestres; totes les obertures són rectangulars. Però l'element més notable del conjunt són els porxos, coberts amb la volta de creueria i que comuniquen les portes d'accés a habitatges i botigues amb la plaça a través de quatre grans arcs.
Cap a la fi del segle xviii, en ampliar-se el mercat de Verges cap a la Plaça Major, es construí, a fi d'oferir-hi una façana unitària, un cos porxat adossat a les parets mitgeres dels edificis anteriors. En principi, aquest nou espai fou ocupat pel primer cafè de Verges, però posteriorment es dividí en dues parts que van integrar-se com a ampliacions a les edificacions contigües. L'habitatge de la dreta va experimentar una reforma en els anys 40, realitzada pel mestre d'obres Tenora.